# Livio Stuffer
Livio Stuffer (* 4. August 1935 in St. Ulrich in Gröden) ist ein ehemaliger italienischer Skilangläufer.
Stuffer trat international erstmals bei den Olympischen Winterspielen 1960 in Squaw Valley in Erscheinung, wo er den 18. Platz über 50 km errang. Bei den Nordischen Skiweltmeisterschaften zwei Jahre später kam er in Zakopane auf den 21. Platz über diese Distanz. Bei den Olympischen Winterspielen 1964 in Innsbruck belegte er den 22. Platz über 30 km sowie den 13. Rang über 50 km und bei den Nordischen Skiweltmeisterschaften 1966 in Oslo den 30. Platz über 15 km sowie den 24. Rang über 50 km. Letztmals international startete er bei den Olympischen Winterspielen 1968 in Grenoble, wobei er den 26. Platz über 50 km errang. Bei italienischen Meisterschaften siegte er dreimal über 50 km (1962, 1963, 1966) und einmal über 30 km (1967).